# Море Бофорт
Море Бофорт (на английски: Beaufort Sea; на френски: Mer de Beaufort) е периферно море на Северния ледовит океан.
Разположено е край северозападния бряг на Канада и северния бряг на Аляска, Северна Америка. На запад се простира до нос Бароу, където граничи с Чукотско море, а на изток – до островите Банкс и Принц Патрик от Канадския Арктичен архипелаг. Северозападната граница на море Бофорт със Северния ледовит океан се прекарва по линията от нос Бароу на югозапад до нос Ленд Енд (крайната югозападна точка на остров Принц Патрик) на североизток.
Дължина от югозапад на североизток около 1200 km, ширина над 600 km, Площ 476 km2. Средна дълбочина 1004 m, максимална 4683 m. Голяма част от морето е разположено върху континенталния шелф. Морските течения образуват циклонален кръговрат, в южната периферия на който през август от запад на изток се пренася по-топла вода с температура до 4 °C и соленост около 28‰, а по северната периферия – от изток на запад, студени арктически води с температура от –1,5 °C и соленост около 32‰. През зимата температурата на водата е около –1,8 °C, а през лятото около 5 °C. Приливите се с височина до 0,2 m. Целогодишно море Бофорт е покрито с дрейфуващи ледове, краят на които през август се отдръпва на 50 – 100 km навътре от бреговете. В него се вливат множество реки, най-големи от които са Маккензи, Колвил и др.
През 1826 г. английският полярен изследовател Джон Франклин изследва и картира част от бреговете му и го наименува в чест на британския хидрограф и адмирал, сър Франсис Бофорт.